# Plaza El Llano
La Plaza El Llano o Plaza El Llano Subercaseaux es una plaza tradicional de la ciudad de Santiago de Chile, ubicado en la comuna de San Miguel, en el barrio El Llano. 

## Ubicación y características
La plaza se encuentra en la intersección de las calles Ricardo Morales y José Joaquín Vallejos; aunque la última, por numeración, la rodea. A una cuadra de la plaza se encuentra la estación de metro El Llano.
Es considerada una Zona de Conservación Histórica por su considerable patrimonio histórico, según la Municipalidad de San Miguel.
Se caracteriza principalmente por su forma perfectamente circular, y por contar con juegos infantiles, una fuente de agua y una escultura abstracta de piedra en el centro en honor a Carlos Valdovinos.
Es un pulmón para el sector y el núcleo del barrio, además de ser espacio de recreación y esparcimiento para los habitantes.
La plaza tiene añosos árboles de Plátano Oriental, Encino Europeo, Aromo Australiano, Palmeras Fénix, Quillay, Granados, Ciruelos, Robinias, Pitósporos, Miosporos, entre otros.
También suelen organizarse "ferias de pulgas", eventos recreativos para todo público, y eventos de tendencia política como juntas de vecinos, campañas presidenciales, parlamentarias y candidaturas de alcaldes.
En sus calles adyacentes hay antiguas casas eclécticas y diversos restaurantes que aportan comercialmente al sector.

## Historia
Ésta plaza surge con la urbanización de la chacra y Viña Subercaseaux; plan que el mismo Ramón Subercaseaux diseñó. Se incluyen en el plan calles con árboles de Plátano Oriental. Por otra parte, las casas construidas fueron grandes y de estilos europeos como chalet suizo, entre muchos otros. 
Al estilo de ciudad jardín, este lugar se consolida como un barrio elegante y aristocrático, exclusivo dentro de Santiago y comparable a sectores como Ñuñoa y Providencia.
En 2019, en el contexto del Estallido Social, la plaza fue sede de manifestaciones, cacerolazos y fogatas de barricadas, los cuales dañaron considerablemente sus prados de pasto, debiendo ser reparados posteriormente.